# Обыкновенная златоглазка
Обыкновенная златоглазка (лат. Chrysoperla carnea) — вид сетчатокрылых насекомых из семейства златоглазок.

## Описание
Длина тела 10 мм, размах крыльев 15—30 мм.
Златоглазка обыкновенная окрашена в зелёный цвет и имеет салатовую полосу вдоль всей верхней стороны тела. Глаза золотистые. Крылья также окрашены в бледно-зелёный цвет. Лапки зелёные, но нижняя часть бледно-коричневая. Осенью тело златоглазки меняет окраску с бледно-зелёной на красновато-коричневую, что связано с накоплением каротиноидов в организме насекомого.

## Распространение
Широко распространена в Европе, Азии и Америке. Также этот вид используют в сельском хозяйстве в целях защиты от вредителей.

## Местообитание
Чаще встречаются на живых изгородях, травянистых растениях. Время лёта: круглый год (за исключением тех мест, где есть зима).

## Спаривание и развитие
Самка откладывает яйца прямо посреди колонии тли. При постоянной температуре в 26 °C перевоплощение яиц во взрослую особь (метаморфоз) длится от 25 до 30 дней; что удивительно, обыкновенная златоглазка хорошо выдерживает резкие перепады температуры. Даже если температура резко опустится до весьма низкой отметки, личинка выживает и через некоторое время, при хороших условиях, начинает питаться снова. Тлёй бледно-бурая или серая личинка начинает питаться сразу после вылупления.
Личинка развивается 2—3 недели.

## Питание
Личинки обыкновенной златоглазки питаются насекомыми, например, тлёй, червецами, растительными клещами (Acarina) и яйцами различных молей. За период своего развития личинка может съесть до 200—300 тлей.
Взрослая особь питается нектаром, медвяной росой и другими сладкими источниками.